# Овчарско-кабларска клисура
Овчарско-кабларската клисура, среща се още и като Овчаро-кабларска клисура, е живописен пролом, речен праг на река Западна Морава, преминавайки през който реката се извива зигзагобразно.
Овчарско-кабларската клисура се намира на 18 км западно от град Чачак. Носи името си от планинските масиви които разсича река Западна Морава - Овчар и Каблар. Дължината на пролома е около 20 км и се характеризира със стръмни брегове и речни меандри. На местото са изградени два язовира. Максималната дълбочина на ждрелото е 710 м. Дефилето е под защита на държавата като регион с изключителни физикогеографски характеристики и природа. За поддържане на дефилето се грижи най-старата Чачакска туристическа организация.
Дефилето се е формирало в резултат на комбинираното въздействие и взаимодействие на различни по сила и време геоложки, геоморфоложки и хидроложки процеси.
В овчарско-кабларската клисура се намира Овчар баня и известните Овчарско-кабларски манастири. Вляво от клисурата по течението на реката е разположена историческа Шумадия, а вдясно след Чачак региона на Поибрието.